# Joan Hall
Joan Valerie Hall (ur. 31 sierpnia 1935) – brytyjska polityczka Partii Konserwatywnej, deputowana Izby Gmin.

## Działalność polityczna
W okresie od 18 czerwca 1970 do 28 lutego 1974 reprezentowała okręg wyborczy Keighley w brytyjskiej Izbie Gmin.